# 프리츠 앨버트 리프먼
프리츠 앨버트 리프먼(독일어: Fritz Albert Lipmann 프리츠 알베르트 리프만[*], ForMemRS, 1899년 1월 30일 ~ 1986년 7월 24일)은 독일계 미국인 생화학자이다. 1953년에 조효소 A에 관한 연구로 노벨 생리학·의학상을 수상했다.

## 수상 경력
- 1953년 : 노벨 생리학·의학상
- 1966년 : 미국 국가 과학상